# Gregorio Aznárez
Gregorio Aznárez (auch: Gregorio Aznáres) ist eine Ortschaft in Uruguay.

## Geographie
Sie befindet sich auf dem Gebiet des Departamento Maldonado in dessen Sektor 5. Gregorio Aznárez liegt im südwestlichen Teil des Departamentos nahe der Grenze zu Canelones. Unweit westlich verläuft der Arroyo Solís Grande. Im Süden ist der Río de la Plata und der dort anliegende Badeort Solís gelegen.

## Geschichte
Nachdem die 1891 von den Einwanderern Félix Giraud und Gregorio Aznárez gegründete Zuckerraffinerie Oriental Ende des 19. Jahrhunderts in der Gegend 3000 Hektar Land erwarb, begann zur Jahrhundertwende dort der Zuckerrübenanbau. Dem Bau einer Zuckerfabrik folgte nach der nun im Jahr 1902 beginnenden Besiedlung die erste Zuckerproduktion im Folgejahr. 1910 entstand mit der Estación La Sierra der erste Bahnhof der Uruguay East Coast Railway, der zu jener Zeit letzte Station im Osten des Landes war. In der ersten Hälfte des zweiten Jahrzehnts des 20. Jahrhunderts wuchs der Ort und man errichtete sowohl eine Schule als auch einen Polizeiposten. Bis Mitte der 1920er Jahre hatten sich bereits rund einhundert Pächter mit ihren Familien in der näheren Umgebung angesiedelt. Nachdem 1941 zwei weitere Schulen entstanden waren, erbaute man 1950 auch eine Kirche. Sechs Jahre später trat die erste Junta Local zusammen. Durch das Gesetz Nr. 12.630 (Ley 12.630) wurde Gregorio Aznárez am 22. September 1959 der Status eines Pueblo zuerkannt. Im Jahr 1971 erhielt der Ort sodann einen eigenen Friedhof. Ab 1974 gab es dann auch eine weiterführende Privatschule (Liceo) vor Ort.

## Infrastruktur

### Verkehr
Gregorio Aznárez liegt an der Ruta 9. Auch die Eisenbahnlinie Montevideo - Punta del Este führt durch den Ort.

### Kultur
Im Ort befindet sich der Sitz des Club Rausa und das Museo Estación La Sierra. Zu den bedeutendsten Bauwerken des Ortes zählt das La Sierra aus dem Jahr 1895, die 1902 errichtete Fabrik Rausa und die erste Eisenbahnstrecke in der Geschichte des Departamentos, die 1910 in Betrieb genommen wurde.

## Einwohner
Gregorio Aznárez hatte bei der Volkszählung 2011 944 Einwohner, davon 455 männliche und 489 weibliche.
| Jahr | Einwohner |
| ---- | --------- |
| 1963 | 169       |
| 1975 | 506       |
| 1985 | 642       |
| 1996 | 1.003     |
| 2004 | 902       |
| 2011 | 944       |

Quelle: Instituto Nacional de Estadística de Uruguay